# Gefle IF
Gefle IF (Gefle Idrottsförening) er en svensk fodboldklub, der er beliggende i Gävle. Gefle er en gammel stavemåde for byens navn. Klubben blev dannet 5. december 1882 og spiller i øjeblikket i den første svenske liga, Allsvenskan. Gefle IF rykkede op fra Superettan i 2000.
I sæsonerne fra 1979 til 1981 var Gefle IF og Brynäs IF fusioneret til Gefle IF/Brynäs, men fusionen ophævedes i 1982.
Klubben har hjemmebane på Strömvallen.